# Residencial Las Casas
Residencial Fray Bartolomé de Las Casas, più comunemente noto come Residencial Las Casas, Caserio Las Casas o Las Casas, è un complesso residenziale pubblico situato a San Juan, Porto Rico, composto da 417 unità abitative. È gestita dal HUD.

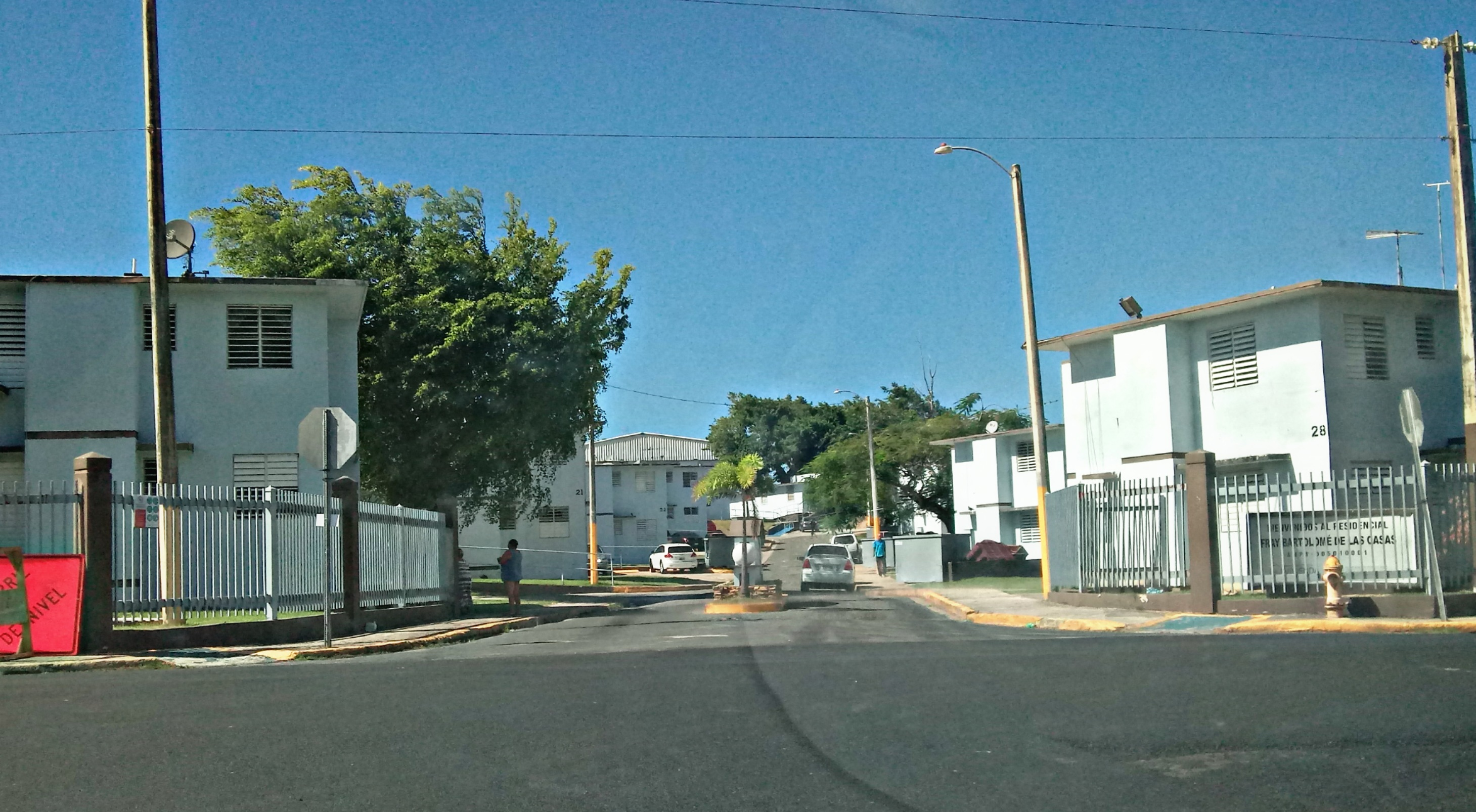

Il complesso si trova in un'area che fu utilizzata dall'esercito degli Stati Uniti a partire dal 1908, come campo di addestramento per il reggimento di fanteria di Porto Rico che vide l'azione nella prima e nella seconda guerra mondiale. Durante quell'epoca, l'area era conosciuta come "Camp Las Casas". Fu anche il primo aeroporto commerciale dell'isola, con il primo pilota portoricano, Félix Rigau Carrera, che decollò per il primo volo inter-insulare dall'aeroporto, e Aerovías Nacionales de Puerto Rico che offrì servizi di linea aerea durante gli anni '30.
Il Residencial Las Casas fu costruito negli anni '50, dopo che i militari avevano lasciato la zona, pensando a una clientela di classe media. Molte delle famiglie benestanti di San Juan acquistarono proprietà lì. Tra i suoi primi residenti ci furono l'attrice portoricana Míriam Colón e l'attivista Antonia Pantojas.
Verso la fine degli anni '70, il 26 settembre 1978, il residente Luciano Rivera fece notizia a livello nazionale, in quanto era uno dei pochi sopravvissuti a un incidente aereo, il volo Air Caribbean 309, avvenuto nelle vicinanze; sei persone morirono quando un Beech 18 appartenente alla compagnia aerea Air Caribbean si schiantò a Barrio Obrero, in un bar di fronte al residenziale, mentre cercava di atterrare a Isla Verde dopo un volo interno da Aguadilla.
Agli inizi degli anni '80, il cantante di salsa Cano Estremera, un residente, iniziò a portare i suoi amici musicisti ad allenarsi a Las Casas. Estremera sarebbe diventato un cantante leggendario e una superstar internazionale che, nel 2003, ha realizzato un CD commemorativo dei suoi vent'anni nell'industria musicale.